# Sara Cox

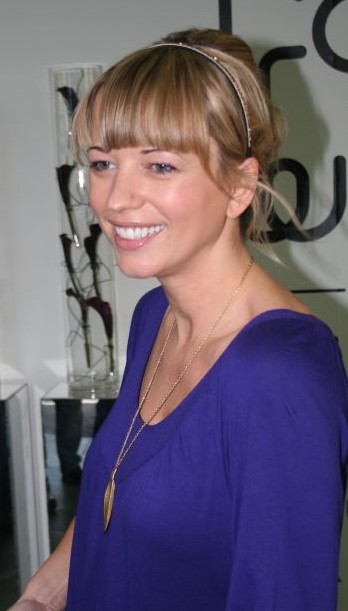
Sara Cox, 2007

Sara Cox, bürgerlich Sara Joanne Cyzer, geboren als Sarah Joanne Cox, Spitzname Coxy (geb. 13. Dezember 1974 in Bolton), ist eine britische Radiomoderatorin und Autorin, die durch die Moderation der Breakfast Show auf BBC Radio 1 bekannt wurde und derzeit die Feierabendshow Drivetime auf BBC Radio 2 präsentiert. Cox arbeitet auch als DJ, moderiert Fernsehsendungen und Galas und übernimmt (meist Neben-) Rollen in Filmen und Fernsehserien. Darüber hinaus hat sie eine Autobiographie über ihre Jugendjahre veröffentlicht. 2022 erschien ihr Debütroman Thrown. Cox ist eine Galionsfigur der Ladettes, von derer Kultur sie sich allerdings seit mehr als einem Jahrzehnt distanziert hat.

## Leben
Cox wuchs auf dem Bauernhof ihrer Eltern in Little Lever auf. Sie hat drei ältere Halbgeschwister und eine ältere Schwester. Im Alter von sechs oder sieben Jahren zog sie mit ihrer Schwester und Mutter aus dem Bauernhof aus; die Drei bewohnten danach ein Haus nahebei. Nach der Grundschule besuchte sie zunächst die Smithills School, damals eine gemischtgeschlechtliche Community School, im Stadtteil Smithills von Bolton, und danach die ebenfalls gemischtgeschlechtliche Canon Slade School, wo sie ihre A-Levels ablegte. In ihrer Jugend begann sie mit Pferdereiten, ein Hobby, das sie bis heute betreibt.
Seit Ende der 1990er Jahre ist Cox sehr gut mit ihrer Kollegin Zoe Ball befreundet; beide gelten als Trailblazers für Ladettes. Vice bezeichnet sie als „Gesicht“, der Irish Mirror gar als „Königin“ dieses Habitus’. Cox und ihre Ladette-Mitmoderatorinnen – neben Ball vor allem Denise van Outen – galten als hartnäckige, selbstbewusste und respektlose Persönlichkeiten, die sich dem konservativen Weiblichkeitsbild entzogen. Ladettes rauchen, trinken viel Alkohol, benehmen sich vulgär, sind kinderlos und befinden sich in ihren Zwanzigern oder Dreißigern; Ladettes sind ethnisch markiert, sie sind ausschließlich weiß.
Mit dem nahenden Ende ihrer Kinderlosigkeit änderten sich Cox’ Habitus und Image. Im Oktober 2001 heiratete sie den DJ Jon Carter, mit dem sie einen Rechtsstreit wegen des Bruchs ihrer Privatsphäre gegen The People gewann. Am 13. Juni 2004 wurde ihre gemeinsame Tochter geboren. Im Dezember 2005 gaben die beiden bekannt, sich scheiden lassen zu wollen. Als Cox im zweiten Halbjahr 2007 abermals schwanger wurde, war sie zwar immer noch mit Carter verheiratet, lebte aber bereits mit dem Vater dieses Kindes – einem Manager in der Werbebranche, ihr späterer zweiter Gatte, den sie 2013 ehelichte – zusammen. Im März 2010 gebar sie ihr drittes Kind, ein Mädchen.
Cox betätigt sich selten politisch. Im August 2014 war sie eine von 200 prominenten Mitunterzeichnern eines offenen Briefes im The Guardian für den Verbleib Schottlands im Vereinigten Königreich, über den im Referendum über die Unabhängigkeit Schottlands 2014 abgestimmt wurde. 2016 sprach sie sich zudem gegen den Brexit aus.

## Karriere

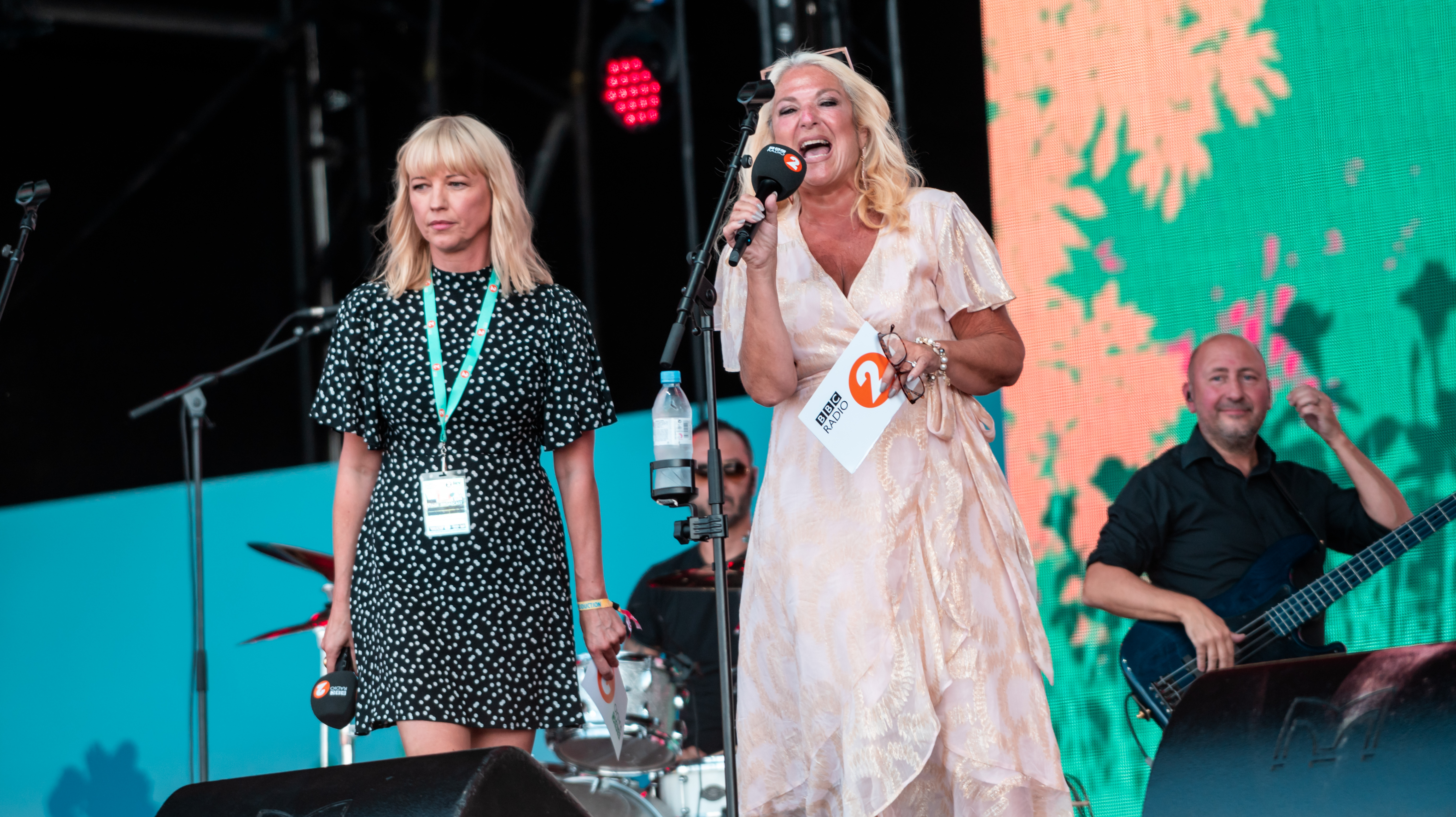
Cox und Vanessa Feltz sagen die Pet Shop Boys auf dem Hyde Park Festival 2019 an

Cox startete ihre Karriere mit mäßigem Erfolg als Model. Landesweit bekannt wurde sie im Vereinigten Königreich Ende der 1990er Jahre als DJ und Moderatorin, vor allem durch ihre Radiopräsenz, wobei sie auch einige bekannte Fernsehshows moderierte. Ihr Markenzeichen war zu Beginn ihrer Karriere ihr burschikos-provokantes Auftreten. Nach einem Karriereknick in den frühen 2010er Jahren wurde ihre Moderation konzilianter und wendet sich insbesondere an den Mainstream der Generation X. Neben ihrer Moderationstätigkeit ist sie auch als Schauspielerin tätig. Seit Ende der 2010er Jahre betätigt Cox sich außerdem als Autorin.

### Modelling
Nach der Schule versuchte Cox zunächst in Paris, Manchester, Mailand und danach in Südkorea eine Karriere als transnationales Model aufzubauen, wurde dafür aber von ihrem Agenten als zu füllig empfunden. Aus dieser Zeit stammt ihr Künstlername Sara, denn ihr Agent vergaß das „h“ in Sarah auf die Visitenkarte zu drucken.

### Moderation und DJing
Zurück im Vereinigten Königreich hatte sie Gigs bei The Big Breakfast und MTV Hot. Ihren Durchbruch hatte sie 1996 als TV-Moderatorin von The Girlie Show auf Channel 4. In der kontrovers debattierten Show wurde sie für ihre offenherzige und unverschämte Moderation bekannt, sie erhielt überdies den Spitznamen Channel 4 Cleavage („Dekolleté von Channel 4“). Von 1998 bis 2000 fungierte sie überdies als Interviewerin in The Big Breakfast, wo sie unter anderem Will Smith befragte und knutschte.
1999 wechselte Cox zur BBC. Dort begann sie ihre Hörfunkmoderatorinnenkarriere im Morgenprogramm bei BBC Radio 1, wo sie wiederum auf Ball folgte und die Zuhörerschaft auf mehr als 7.800.000 Zuhörer und Zuhörerinnen ausbaute. Daneben war sie Co-Moderatorin mit Emma B im Mittagsprogramm am Samstag sowie bei Sunday Surgery mit Mark Hamilton. Cox blieb auch bei der BBC ihrem Ladette-Image treu und behauptete beispielsweise, dass die Queen Mum nach Pipi („wee“) röche. Ende 2003 verlor Cox die Moderation der Breakfast Show ein Jahr vor ihrem Vertragsende an Chris Moyles, dessen Nachmittagsprogramm sie übernahm; manche Beobachter sehen darin den Abstieg der Ladette-Kultur. Ironischerweise ist Moyles ein Vertreter der (männlich dominierten) Lad culture.

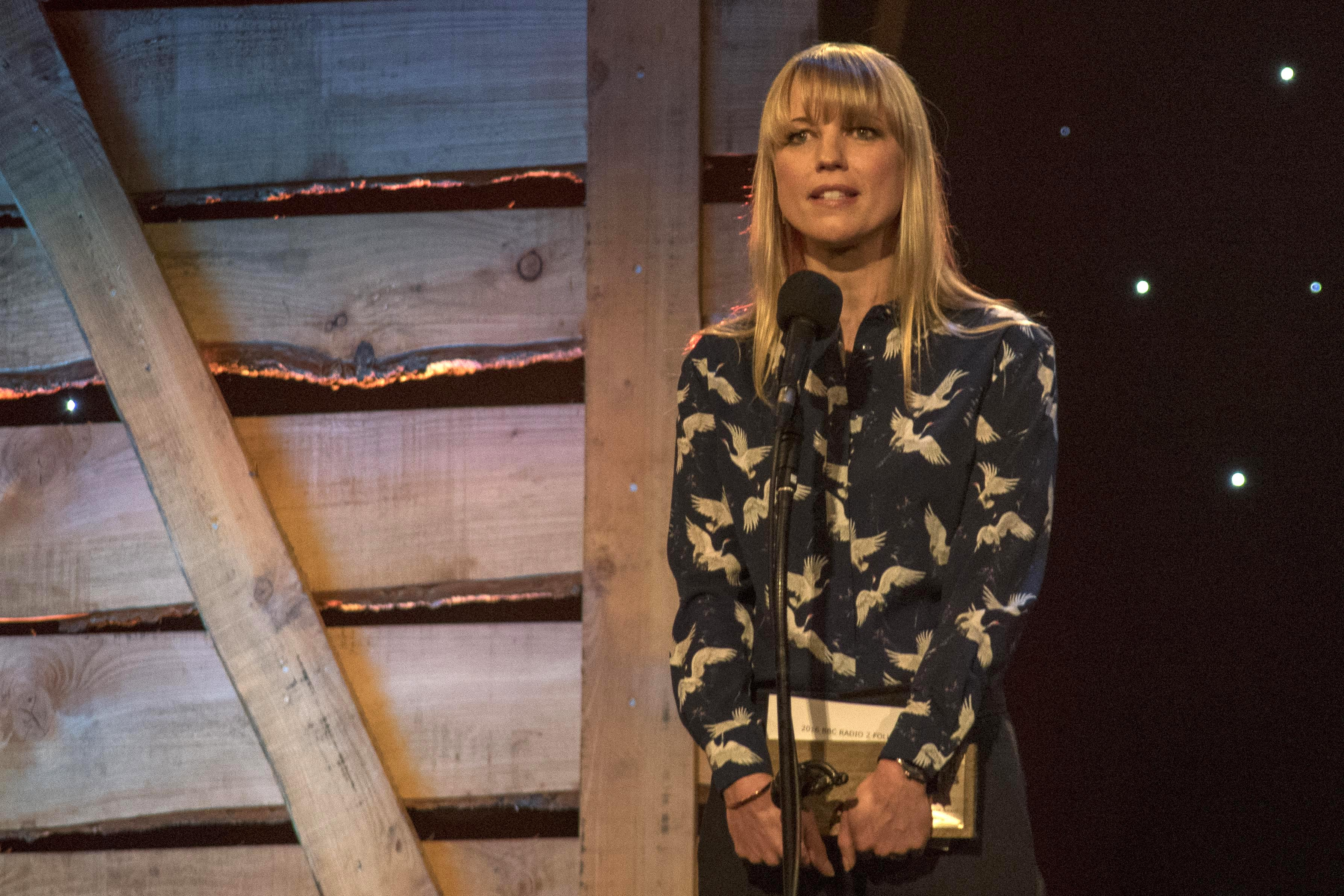
Cox bei der Moderation der BBC Radio 2 Folk Awards 2016 in der Royal Albert Hall

Nach der Geburt ihres dritten Kindes stockte Cox’ Karriere; sie bekam kaum mehr Engagements. Mit der Hilfe von Davina McCall, Jonathan Ross und professionellen Beratern sowie durch ihre Sturheit fand sie 2011 zu BBC Radio 2. Zunächst vertrat sie Claudia Winkleman als Moderatorin der vierten Staffel von Hot Gossip, einer Comedyshow. Im Januar 2019 übernahm sie Drivetime auf Radio 2. Seit 22. September 2022 präsentiert sie außerdem werktäglich in Half Wower Tanzmusik.
Obschon Cox vor allem als Radiomoderatorin bekannt ist, blieb sie auch im Fernsehen bei der BBC im Fernsehen aktiv. So präsentierte sie die Verkupplungsshows Love in the Countryside und Between the Covers auf BBC Two. Besonders bekannt ist sie für die Leitung der ersten beiden Staffeln der The Great Pottery Throw Down, einer Backwettbewerbsshow, in der sie schlüpfrig und sarkastisch moderiert, ohne dabei die Kandidatinnen und Kandidaten zu verletzen. Von 2018 bis 2020 präsentierte sie die fünfte, sechste und siebte Staffel von Back in Time for…. Seit Mai 2022 comoderiert sie die erste Staffel von Britain's Top Takeaways ebenfalls auf BBC Two.

### Schauspielerei
1993 trat Cox im Video zur Single Everyone von Orchestral Manoeuvres in the Dark und 1995 in einer kontroversen Anzeigenkampagne zum Videospiel Wipeout auf.
1999 erhielt sie ihre erste Filmrolle im Kurzfilm The Bitterest Pill.

### Autorenschaft
Seit Ende der 2010er Jahre betätigt sich Cox auch als Autorin. 2019 erschien ihr autobiographisches Werk Till the Cows Come Home: A Lancashire Childhood („Bis die Kühe heimkommen: Eine Kindheit in Lancashire“), das sowohl überwiegend positive Kritiken erhielt als auch ein kommerzieller Erfolg wurde.
2022 erschien Cox’ erster Roman Thrown (in etwa: „Hingeworfen“). Er handelt von vier Frauen, die sich bei einem Töpfereikurses in einer Wohnsiedlung außerhalb Manchesters treffen und Themen von Einsamkeit bis hin zu Unfruchtbarkeit besprechen. Trotz der schwerwiegenden Themen bleibt der Roman leichtherzig.

## Ehrungen
2000 erhielt Cox für The Surgery, einen Radio Academy Award, der damals prestigeträchtigsten Auszeichnung für Radiosendungen. 2006 verlieh die University of Bolton Cox die Ehrendoktorwürde für ihre Verdienste rund um den Rundfunk.

## Werke
- Till the cows come home: a Lancashire childhood. Coronet, London 2019, ISBN 978-1-4736-7273-4 (englisch).
- Thrown. Coronet, London 2022, ISBN 978-1-5293-7383-7 (englisch).

## Belege
1. 1 2 3  Rebecca Hardy: Sara Cox: How I went from ladette to lady via binge-drinking, drugs and open-air sex. In: Daily Mail. 15. August 2008, abgerufen am 20. September 2022 (englisch).
2. ↑  Alexandra Rucki: DJ Sara Cox furious after 'gang of young idiots' set fire at dad's farm. In: Manchester Evening News. 4. Februar 2019, abgerufen am 9. März 2019 (englisch).
3. 1 2  Sheryl Garratt: Vox Cox. In: The Observer. 24. Juli 2001, abgerufen am 29. Oktober 2018 (englisch).
4. ↑  Old school tie for Sara. In: The Bolton News. 3. Mai 2003, abgerufen am 16. September 2022 (englisch).
5. 1 2  Sara Cox to take over Radio 2's Drivetime. In: The Bolton News. 29. Oktober 2018, abgerufen am 16. September 2022 (englisch).
6. 1 2 3  Luke Weir: Britain’s Top Takeaways Sara Cox's career on TV and radio. In: Manchester Evening News. 10. Mai 2022, abgerufen am 27. September 2022.
7. ↑  rielle Fagan: Health: Sara Cox talks about getting older. In: The Northern Echo. 16. März 2018, abgerufen am 30. September 2022.
8. ↑  Ash Percival: Sara Cox Sets The Record Straight On Rumours She's 'Drifted Apart' From Zoe Ball. In: Huffington Post. 9. Oktober 2020, abgerufen am 20. September 2022 (englisch).
9. 1 2  Louise Donovan: The Rise and Fall of the Ladette. In: Vice. 8. März 2017, abgerufen am 25. September 2022.
10. ↑  Mark Jefferies: 'Queen of the ladettes' Sara Cox finds Come Dine With Me too RUDE. In: Irish Mirror. 27. Mai 2014, abgerufen am 26. September 2022.
11. 1 2  Jo Littler: Mothers behaving badly: chaotic hedonism and the crisis of neoliberal social reproduction. In: Cultural Studies. 34. Jahrgang, Nr. 4, 3. Juli 2020, ISSN 0950-2386, S. 499–520, doi:10.1080/09502386.2019.1633371 (tandfonline.com [abgerufen am 27. September 2022]).
12. ↑  DJs Cox and Carter marry in secret. In: BBC News. 5. Oktober 2001, abgerufen am 21. September 2022 (englisch).
13. ↑   Cox privacy case 'a watershed', BBC News, 7. Juni 2003. Abgerufen am 23. Mai 2010
14. ↑   Privacy law remains confused, BBC News, 9. Juni. Abgerufen am 23. Mai 2010
15. ↑  Sara Cox gives birth to baby girl. In: BBC News. 14. Juni 2004, abgerufen am 21. September 2022 (englisch).
16. ↑  Sara Cox Exclusive. In: Daily Mirror. 25. Juli 2007, abgerufen am 21. September 2022 (englisch).
17. ↑  Joe Brophy: Cyz-ing Up her man: Who is Sara Cox’s husband Ben Cyzer and do they have children? In: The Sun. 18. Juni 2020, abgerufen am 24. September 2022 (englisch).
18. ↑  It's a girl! Radio 1 DJ Sara Cox gives birth to her third child. In: Daily Mail. 12. März 2010, abgerufen am 30. September 2022.
19. ↑  Celebrities' open letter to Scotland – full text and list of signatories | Politics. In: The Guardian. 7. August 2014, abgerufen am 26. August 2014.
20. ↑  The Crystal Maze October 2016. Channel 4, 16. Oktober 2016, abgerufen am 17. Juli 2017.
21. 1 2 3 4 5 6 7  Georgia Shepheard: Sara Cox: 'I lost my mojo. I didn't know what I was doing’. In: You Mag. 16. Mai 2021, abgerufen am 22. September 2022 (englisch).
22. 1 2  Saffron Otter: Sara Cox tells us how she's reliving her Bolton childhood - as BBC's Between The Covers returns. In: Manchester Evening News. 13. November 2021, abgerufen am 17. September 2022 (englisch).
23. 1 2  Nola Ojomu: Sara Cox once told she was 'too fat' to be a model - and we are speechless. In: Metro. 16. April 2019, abgerufen am 16. September 2022 (englisch).
24. ↑  I'm called Channel 4 Cleavage.. if I didn't wear a bra I'd injure innocent passers-by. In: The Mirror. 7. März 1997 (englisch).
25. ↑  Frances Kindon: Snogging, groping and affairs - The Big Breakfast bed's most x-rated moments - Mirror Online. In: The Mirror. 28. September 2019, abgerufen am 27. September 2022.
26. 1 2  Sophia Morris: Sara Cox: My Life In Media. In: The Independent. 9. April 2006, abgerufen am 30. September 2022.
27. 1 2  Ian Burrell: End of ladettes as Sara Cox is dropped from breakfast show? In: The Independent. 7. Oktober 2003, abgerufen am 26. September 2022.
28. ↑  Hot Gossip Series 4, Episode 1. In: British Comedy Guide. Abgerufen am 21. September 2022 (englisch).
29. ↑  Sam Wollaston:  The Great Pottery Throw Down review – tears, smut and wheel skills In: The Guardian, 3. Februar 2017. Abgerufen am 30. September 2022
30. ↑  Sophie Roberts, Tanyel Mustafa: A look at the incredible career of radio and TV star Sara Cox. In: The Sun. 9. Mai 2022, abgerufen am 18. September 2022 (englisch).
31. ↑  Tania Willis: 'I didn't eat during my twenties': Sara Cox confesses what she did to stay skinny. In: OK! 17. Februar 2015, abgerufen am 11. Mai 2019 (englisch).
32. ↑  Wesley Yin-Poole: WipEout: The rise and fall of Sony Studio Liverpool. In: Eurogamer. 30. November 2014, abgerufen am 25. September 2022 (englisch).
33. ↑  The Bitterest Pill. In: British Council Film. 24. Juni 2005, abgerufen am 21. September 2022 (englisch).
34. 1 2 3  Hephzibah Anderson:  Sara Cox: ‘There were some tears, some “I can’t do this”’ In: The Guardian, 7. Mai 2022. Abgerufen am 29. September 2022
35. ↑  Edward Chedwick: More than a degree of talent between them. In: The Bolton News. 25. November 2006, abgerufen am 26. September 2022.

| Personendaten    | Personendaten                                                                |
| ---------------- | ---------------------------------------------------------------------------- |
| NAME             | Cox, Sara                                                                    |
| ALTERNATIVNAMEN  | Cyzer, Sara Joanne (wirklicher Name); Cox, Sarah Joanne (vollständiger Name) |
| KURZBESCHREIBUNG | britische Autorin und Radiomoderatorin                                       |
| GEBURTSDATUM     | 13. Dezember 1974                                                            |
| GEBURTSORT       | Bolton                                                                       |